# Дарре (лунный кратер)
Кратер Дарре (лат. D'Arrest) — небольшой ударный кратер в центральной экваториальной части видимой стороны Луны. Название присвоено в честь немецкого астронома Генриха Луи Д’Арре (1822—1875) и утверждено Международным астрономическим союзом в 1935 г. 

## Описание кратера

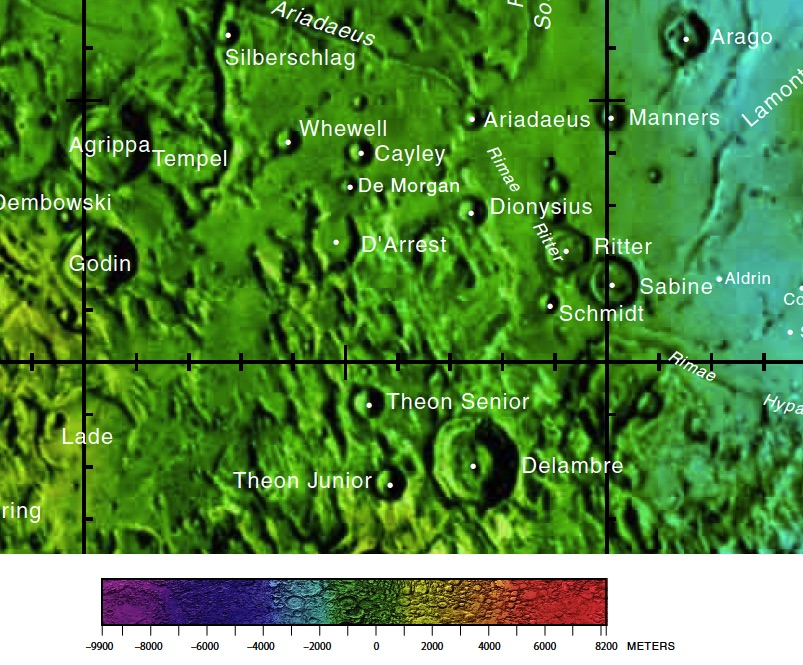
Окрестности кратера Тейлер. Фрагмент карты видимой стороны Луны.

Ближайшими соседями кратера являются кратер Годен на западе; кратеры Темпель и Агриппа на северо-западе; кратеры Морган, Кэли и Уэвелл на севере; кратер Дионисий на востоке-северо-востоке; кратеры Риттер и Шмидт на востоке; кратер Теон Старший на юго-востоке и кратер Ладе на юго-западе. На севере от кратера находится борозда Аридея, на востоке Море Спокойствия. Селенографические координаты центра кратера 2°16′ с. ш. 14°36′ в. д. / 2,26° с. ш. 14,6° в. д., диаметр 29,7 км, глубина 1,9 км.
Кратер имеет полигональную форму. Вал кратера значительно разрушен, с проходом в западной части, широким разрывом в северо-северо-восточной части и рарывом в юго-восточной части. высота остатков вала над окружающей местностью достигает 920 м. Дно чаши кратера переформировано лавой, сравнительно ровное, без приметных структур. Объем кратера составляет приблизительно 615 км³.

## Сателлитные кратеры

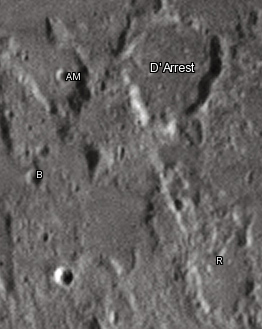
Снимок Девида Кемпбелла.

| Дарре | Координаты                                          | Диаметр, км |
| ----- | --------------------------------------------------- | ----------- |
| A     | 1°56′ с. ш. 13°38′ в. д. / 1,94° с. ш. 13,64° в. д. | 3,8         |
| B     | 0°58′ с. ш. 13°37′ в. д. / 0,96° с. ш. 13,61° в. д. | 5,0         |
| M     | 1°57′ с. ш. 13°30′ в. д. / 1,95° с. ш. 13,5° в. д.  | 25,3        |
| R     | 0°28′ с. ш. 15°38′ в. д. / 0,47° с. ш. 15,63° в. д. | 17,4        |